# Napoleon-Lievin de Pauw

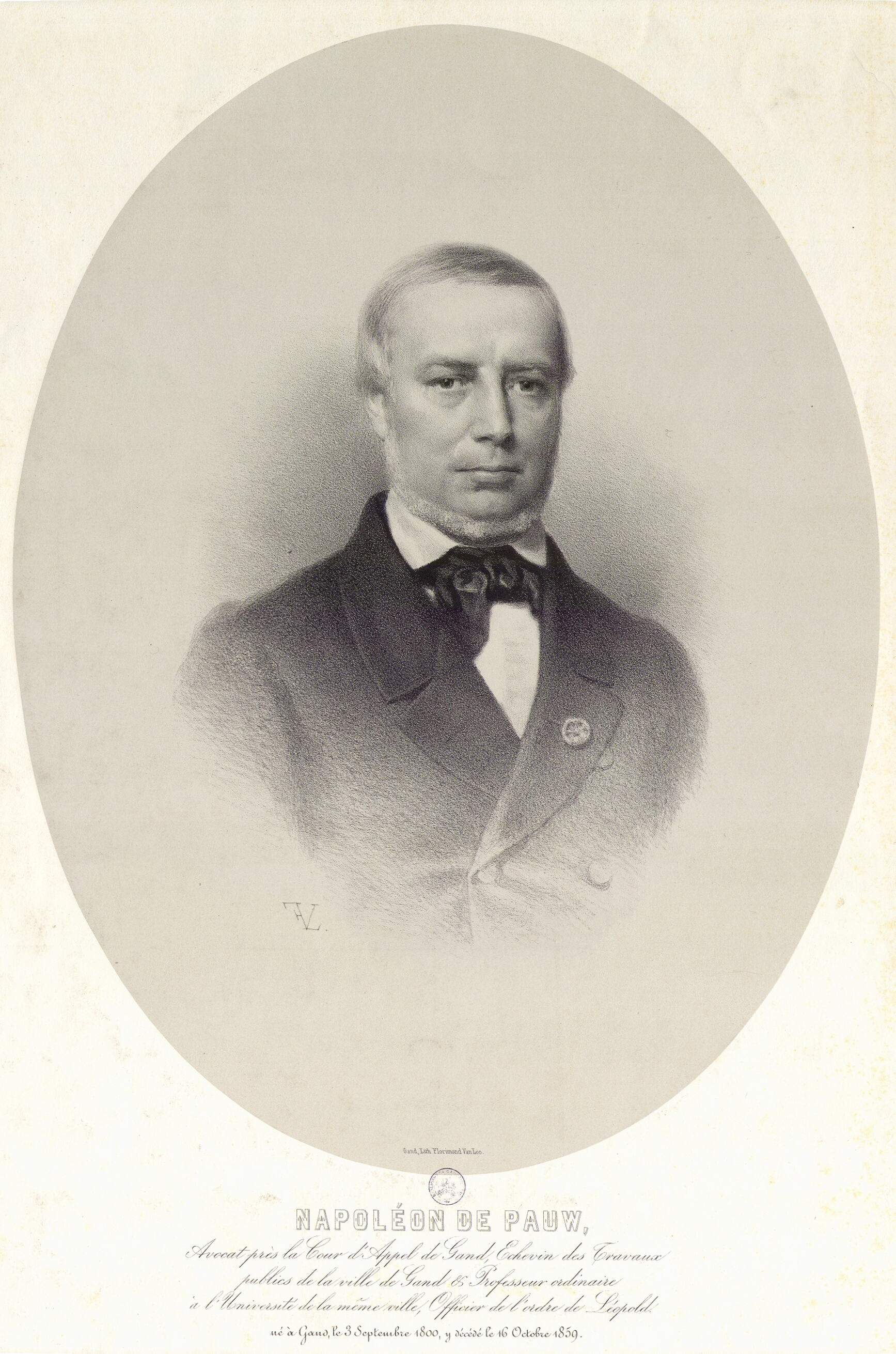
Napoléon-Lievin De Pauw

Napoleon Liévin Bernard de Pauw of De Pauw (Gent, 3 september 1800 - 16 oktober 1859) was een Belgisch hoogleraar.

## Levensloop
Hij was de enige zoon van Bernard De Pauw (Gent 1776-1837) en van een zus van Lieven Bauwens, Sophie Bauwens (1781-1821). Lieven Bauwens was zijn dooppeter. Bernard richtte samen met Lieven fabrieken op. Hij bleef hem trouw, ook toen het hem niet meer voor de wind ging. 
Na studies aan de universiteit van Gent en het promoveren tot doctor in de rechten (1823), studeerde Napoleon verder in Duitsland. Bij zijn terugkeer vestigde hij zich als advocaat in Gent. Hij nam ook de directie op zich van de door zijn vader opgerichte onderneming, tot hij de leiding kon overlaten aan zijn schoonzoon Alphonse Prayon (1823-1917).
In 1830 trad hij toe tot de orangisten, samen met zijn vriend Hippolyte Metdepenningen, en bestreed het Belgisch koninkrijk tot in 1839.
Vanaf 1842 doceerde hij rechten aan de Gentse universiteit. Hetzelfde jaar werd hij gemeenteraadslid en schepen van openbare werken van Gent. Men heeft aan hem een aantal realisaties te danken: een nieuw entrepot, de verbreding van het Kanaal van Terneuzen, de sanering van enkele stadswijken en de aanleg van openbare pleinen (Handelsplein, Sint-Pietersplein, Van Arteveldeplein). Hij vond een systeem uit voor mobiele ijzeren bruggen en de brug die hiermee in Gent werd uitgerust werd de Depauwbrug genoemd.
Hij trouwde met Gabrielle Van Huffel (Gent, 1806-1888) dochter van Pierre Van Huffel, directeur van de Gentse Kunstacademie. Ze hadden zes kinderen, onder wie Napoleon de Pauw.

## Publicaties
- Dissertatio inauguralis juridica de necessitate superioris ordinum concilii, Gent, Van de Kerchove fils, 1823
- Consultation, datée du 25 janvier 1832, et signée par N. de Pauw et autres avocats, relativement à une affaire politique capitale (arrestatie van Stevens, directeur van de Messager de Gand
- Principes administratifs et applications en matière de travaux publics, Gent, F. et F. Gyselynck, 1849
- Mémoire sur un nouveau système de pont mobile, Gent, Annoot-Braeckman, 1853